# Рибникар, Владислав (1871)
Владислав Рибникар (1871—1914) — сербский журналист, известный основанием ежедневной газеты «Политика».

## Биография
Родился в 1871 году в Трстенике как старший сын доктора Франье Рибникара (словенца) и Милицы (до брака Срнич) (сербки из Костайнице).
Образование получил в Ягодине и Белграде. Он учился на кафедре истории-филологии философского факультета в Белграде с 1888 по 1892 год. После окончания университета он продолжил учебу во Франции и Германии. В Белград вернулся после майского переворота 1903 года (убийства Александра Обреновича и его жены).
Он был основателем ежедневной газеты Политика (25 января 1904 года) и её первым редактором.
Женился на дочери подполковника Лазара Чолак-Антича Милице. В браке с Милицей Чолак-Антич родилось две дочери — Даница и Йованка.
Он скончался 1 сентября 1914 в качестве участника Первой мировой войны, на фронте в Западной Сербии, на вершине горы Соколска планина.
Имел двух братьев — Слободана (1873—1924) и Дарко (1878—1914).